# José Velásquez (Fußballspieler, 1952)
José Manuel Velásquez Castillo (* 4. Juni 1952 in Lima) ist ein ehemaliger peruanischer Fußballspieler. Der Mittelfeldspieler wurde 1975 Südamerikameister und bestritt 82 Länderspiele für Peru. Auf Vereinsebene wurde er drei Mal nationaler Meister.

## Karriere

### Verein
José Velásquez, auch El Patrón genannt, begann seine Fußballkarriere in San Luis de Cañete, wo er aufwuchs. Mit elf Jahren zog er mit seiner Familie nach Lima und spielte Schulturniere an der Schule Melitón Carbajal. Dort wurde er von Rafael Castillo, einem Jugendtrainer von Alianza Lima, entdeckt und mit 14 Jahren zum Training eingeladen. González wurde in der Jugend von Alianza Lima zum Innenverteidiger ausgebildet, wechselte später ins Mittelfeld und erzielte 51 Tore für den Klub. Seine Profikarriere begann 1971 mit 18 Jahren. Er wurde 1975 peruanischer Meister und holte 1977 sowie 1978 das Double. 1979 wechselte er zu Independiente Medellín in Kolumbien und spielte in der Saison 1980/1981 für Toronto Blizzard in Kanada, wo er auch an der NASL-Hallenliga teilnahm.
1982 kehrte er zu Alianza Lima zurück. 1984 wechselte er zum spanischen Erstligisten Hércules, spielte jedoch wegen der Begrenzung auf zwei ausländische Spieler in den ersten sechs Monaten des Jahres 1985 nicht. Am 10. August spielte er ein Freundschaftsspiel für Club Nacional gegen Peñarol Montevideo. Nach einer Verletzung in der ersten Hälfte des Jahres 1986 erholte er sich beim chilenischen Verein Deportes Iquique, wo er im folgenden Jahr acht Tore erzielte.
1987 kehrte er erneut zu Alianza zurück. Dieses Mal, um den Verein nach der Tragödie, bei dem das Flugzeug mit der Mannschaft in den Pazifischen Ozean abstürzte und nur der Pilot überlebte, zu unterstützen. Velásquez lief für den Verein bis Saisonende auf und beendete dann seine Karriere.

### Nationalmannschaft

#### Südamerikameisterschaften
Kurz nach seinem Länderspieldebüt wurde Velásquez in den Kader für die Copa América 1975 berufen. Er bestritt das erste Gruppenspiel gegen Chile, das 1:1-Unentschieden endete. Danach kam er im weiteren Turnierverlauf nicht mehr zum Einsatz. Peru gewann die Gruppe und setzte sich auch im Halbfinale per Losentscheid gegen Brasilien durch. Im Finale wurde Peru dann durch einen Sieg im Entscheidungsspiel zum zweiten Mal Südamerikameister. Bei der Copa América 1979 startete Peru als Südamerikameister direkt im Halbfinale gegen Chile, schied jedoch nach Hin- und Rückspiel mit 1:2 aus. Velásquez bestritt beide Partien. Bei der Copa América 1983 konnte sich Peru wieder mit dem Gruppensieg für das Halbfinale qualifizieren, scheiterte diesmal jedoch am uruguayischen Team. Velásquez kam in allen sechs Spielen zum Einsatz.

#### Weltmeisterschaft
José Velásquez war mit drei Toren einer der Hauptverantwortlichen für die Qualifikation Perus zur Fußball-Weltmeisterschaft 1978. Beim Turnier in Argentinien half er seiner Mannschaft, das Viertelfinale zu erreichen, wobei er ein Kopfballtor gegen Iran erzielte. Später ließ die Leistung der peruanischen Mannschaft nach, und im letzten Spiel spielte Velásquez nur 15 Minuten bei der umstrittenen Niederlage Perus gegen Gastgeber Argentinien, was von der Presse seines Landes stark kritisiert wurde. Er zeigte erneut starke Leistungen in der Qualifikation für die Weltmeisterschaft in Spanien, wo Peru Uruguay und Kolumbien ausschaltete, und nahm an der Fußball-Weltmeisterschaft 1982 teil, schied jedoch nach zwei Unentschieden und einer Niederlage in der Gruppenphase aus.

## Erfolge
Alianza Lima
- Peruanischer Meister: 1975, 1977, 1978

Peru
- Südamerikameister: 1975